# Église Saint-Eubert de Vendeville
L'église Saint-Eubert de Vendeville, plus connue sous le nom de sanctuaire de sainte Rita, est une église catholique paroissiale située à Vendeville, dans le Nord, en France. L'église est principalement connue pour le pèlerinage dédié à sainte Rita qui s'y déroule à longueur d'année et plus particulièrement durant la semaine sainte, la grande neuvaine et la fête de l'Assomption.

## Pèlerinage dédié à sainte Rita

### Origines du pèlerinage
En 1928, l'abbé Henri Dumortier, curé de l'église Saint-Eubert, répond favorablement à une annonce du journal La Croix dans laquelle Jeanne Dypersin, une lilloise de la rue d'Arras, y annonce qu'elle veut, pour remercier sainte Rita, offrir une statue de la sainte à une église pauvre de la région. La statue, sans grande valeur, est alors envoyée par chemin de fer à la gare de Seclin, à cinq kilomètres de Vendeville, où un fermier va la chercher avec son attelage pour la conduire jusqu'à la paroisse Saint-Eubert. L'abbé Dumortier organise la bénédiction solennelle de la statue puis érige la confrérie de sainte Rita.
En 1928, Henri Dumortier se voit offrir une relique de la sainte par le monastère de Cascia, où repose son corps, conservé dans une châsse d'argent depuis le jour de sa mort, le 22 mai 1457. Le culte se développe rapidement et de nombreux pèlerins viennent l'invoquer afin de lui demander son intercession.

### Le pèlerinage
Le pèlerinage dédié à sainte Rita a lieu durant toute l’année. En moyenne, 300 pèlerins sont présents chaque jour.
Au cours de l’année, le pèlerinage est marqué par plusieurs évènements : d'abord, la fête de Pâques, puis, la grande neuvaine qui se déroule du 14 au 22 mai, fête de la Sainte-Rita, durant laquelle a lieu la célèbre bénédiction de roses.
Enfin, la troisième date importante du pèlerinage est le 15 août. Environ 2 000 personnes sont présentes : l'église ne pouvant accueillir la foule de pèlerins, la messe est célébrée en plein air.